# カステルヴェーテレ・スル・カローレ
カステルヴェーテレ・スル・カローレ（伊: Castelvetere sul Calore）は、イタリア共和国カンパニア州アヴェッリーノ県にある、人口約1,600人の基礎自治体（コムーネ）。

## 地理

### 位置・広がり

#### 隣接コムーネ
隣接するコムーネは以下の通り。
- キウザーノ・ディ・サン・ドメーニコ
- モンテマラーノ
- パテルノーポリ
- サン・マンゴ・スル・カローレ
- ヴォルトゥラーラ・イルピーナ

## 行政

### 分離集落
カステルヴェーテレ・スル・カローレには、以下の分離集落（フラツィオーネ）がある。
- Campoloprisi, Cipollara, Santa Lucia, Tremauriello, Vioni